# Pyrenochaeta sacchari
Pyrenochaeta sacchari är en svampart som beskrevs av Bitanc. 1938. Pyrenochaeta sacchari ingår i släktet Pyrenochaeta, ordningen Pleosporales, klassen Dothideomycetes, divisionen sporsäcksvampar och riket svampar.   Inga underarter finns listade i Catalogue of Life.